# 千代田生命保険

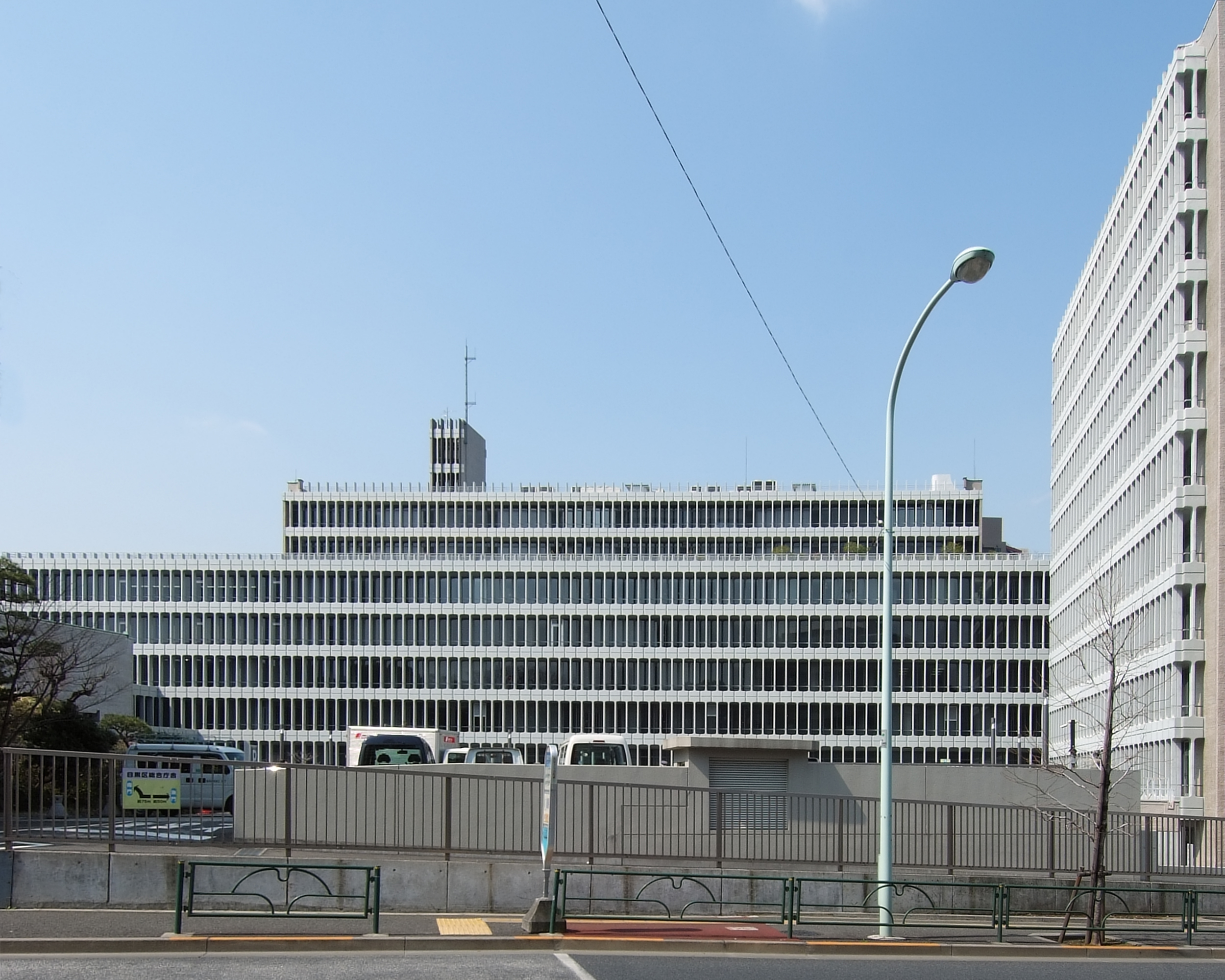
千代田生命保険本社屋（現・目黒区総合庁舎）

千代田生命保険相互会社（ちよだせいめいほけん）は、かつて存在した日本の生命保険会社。2000年に経営破綻し、2001年にAIGスター生命保険株式会社へ包括移転されたが、その後プルデンシャル・ファイナンシャルが買収した事に伴い2012年1月にジブラルタ生命保険へ吸収合併され、同社に承継されている。

## 概要
福沢諭吉門下の門野幾之進（初代社長）が中心となって1904年4月に日本初の英米型の相互保険会社（英:  Mutual Insurance）として設立された。本社は東京市京橋区京橋で、戦前は五大生命保険会社（明治生命、帝国生命、日本生命、第一生命、千代田生命の各社）の一角を占め、関連会社に千代田火災、千歳火災海上再保険を持ち、大日本連合火災保険協会にも加盟。社長は1911年に日本徴兵保険（京橋区桶町）も設立して社長を兼任。
第二次世界大戦後の1948年（昭和23年）には業界初の「団体定期保険」、1950年には「団体年金保険」、1961年にも業界初の「団体信用生命保険」を発売。業界の先駆的役割を担い、生保大手8社の一角を占めた。1973年に海外3大保険グループと業務提携し国際化を目指す一方、1975年後半には事業の拡大を推進し、住宅ローンや増改築ローンの新商品を加えた。
千代田火災海上保険・東海銀行・トーメン等と共にさつき会の一員であったほか、親密先企業（融資関係）として三越・あさひ銀行・フジタ等があった。直接の財閥色は無かったが、千代田火災との関係から大倉財閥に近かったとされる。
折からのバブル経済のもと、不動産関連や株式投資への融資を積極的に進め業容は拡大。ピーク時の1992年（平成4年）3月期は年間収入1兆4991億円をあげるとともに総保有契約高60兆円を突破。しかしバブル期の積極経営が災いし、バブル崩壊後は不動産向け融資の不良債権化や株式担保融資の担保割れなどが発生し、不良債権額が毎期ごと増大、特に「ホテルニュージャパン」の火災では融資先の一社として有名になった。一方、景気低迷と低金利政策の下で予定利率を運用利回りが下回る「逆ザヤ」現象が続き、株価下落等による信用不安が増大した。
1999年（平成11年）には経営革新計画を作成、早期退職制度を中心に人員の合理化や、事業所の統廃合を行っていた。しかし、契約者の解約は続き、メーンバンクの東海銀行に1000億円の資本支援を要請するとともにドイツの大手生保・アリアンツへ経営参加を中心とした経営支援を要請していたが、数回におよぶ交渉も前進を見ず自主再建を断念し、2000年10月8日に更生特例法の適用を申請し経営破綻（従業員1万3013名）。生命保険会社としては金融機関等の更生手続の特例等に関する法律（金融版会社更生法）申立の第1号。負債は保険契約に基づく準備金が約2兆6413億円、同準備金以外の債務が約2953億円の合計約2兆9366億円。
創業者を始め慶應義塾出身者が多く、三越、カネボウと共に「慶應閥」で著名であった。なお破綻時の代表取締役社長だった米山令二も慶應義塾大学の出身であった。
本社ビルは村野藤吾設計により東京都目黒区中目黒のアメリカンスクール跡地に1966年に建てられた。経営破綻後は目黒区に売却され、現在は内装等を大きく改装し、目黒区役所（目黒区総合庁舎）となっている。
当社を承継したAIGスター生命の本社は、当初晴海トリトンスクエアに置かれたが、2007年にAIGエジソン生命と共に墨田区のオリナスタワーへ移転。その後、2012年1月にエジソン生命と共にジブラルタ生命保険へ吸収合併され法人格が消滅した。

## 創業者
創業者である門野幾之進は安政3年（1856年）鳥羽藩家老の家に生まれ、14歳で慶應義塾に入塾し福沢諭吉に師事。入塾2年後には16歳で教鞭をとり、以来31年にわたり多くの人材を世に送り出した。その後、参加していた交詢社で、師と仰いでいた福沢諭吉が紹介した“人の生涯を請け負う仕事”というものに興味をひかれ、これこそ世の中に有益な事業であると考え、千代田生命保険相互会社を創立し実業家としても活躍した。他にも共同保険、海上海運保険、豊国銀行の経営に携わり、貴族院議員としても活躍し、郷土（三重県鳥羽市）の教育振興に尽くした。
また、慶應義塾の教頭も務めるなど、実業家でもありかつ教育者でもあった。1983年（昭和58年）世界の保険関係者にとって最高の栄誉といわれるアメリカ、オハイオ州の「保険殿堂」入りをはたす。
創業家としては、閨閥を築かれていて、幾之進の子雄吉の妻は吾妻勝剛の子貞子、孫の進一の妻はホーネンの杉山元太郎の長女豊子、治子の夫は清水建設創業家の清水満昭である。

## 備考
- 横浜市中区桜木町にあった千代田生命横浜ビルは、あぶない刑事の3代目「港署」の外観として使用された。
- アメリカのスラッシュメタルバンド、メタリカのエンター・サンドマン(Enter Sandman)の歌詞「Till the sandman he comes」が「千代田生命に行こう!」と聞こえるとして、空耳アワーにて紹介されたことがある。